# Rolo Tomassi
Rolo Tomassi es una banda británica de mathcore formada en Sheffield en 2005. Su nombre es una referencia a un diálogo de la película LA Confidential . La banda es conocida por su estilo y actuaciones caóticas y su fuerte ética DIY. Actualmente están con la discográfica MNRK Heavy . 
La banda lanzó dos álbumes con Hassle Records : Hysterics (2008) y Cosmology (2010), producido este último por el artista Diplo . Tras crear su propio sello discográfico en 2011 llamado Destination Moon, lanzaron Eternal Youth, un álbum recopilatorio de caras B, remixes y rarezas de su carrera hasta entonces, y su tercer álbum Astraea, en 2012 con el primer cambio de formación en su carrera. Luego lanzaron dos álbumes con Holy Roar Records : Grievances (2015) y Time Will Die and Love Will Bury It (2018), antes de mudarse a su sello actual para lanzar su sexto álbum, Where Myth Becomes Memory (2022).

## Historia

### Los primeros años y la discográfica Mayday! (2005–2008)
Poco antes de que se formara la banda, Eva Korman (apellidada Spence de soltera) estuvo en una pequeña banda amateur durante unos meses como teclista. La banda estaba buscando un vocalista agresivo que les ayudara a convertirse en una banda de seis integrantes, así que Eva se atrevió a darle una oportunidad a los gritos.  Para practicar, ella y su hermano, James Spence, gritaban en el coche de sus padres, con la música muy alta; la música era para ayudarlos a superar su timidez.  Los dos han colaborado en bandas desde que ambos tenían 13 años. 
Rolo Tomassi se formó en febrero de 2005 en la ciudad de Stocksbridge,  tomando su nombre de un concepto de la película neo-noir de 1997 LA Confidential .  Cuando se formó Rolo Tomassi, buscaron mantener la banda lo más DIY posible; lograron esto haciendo a mano sus primeros lanzamientos y organizando muchos shows DIY.  Eva Spence pasó de ser teclista a vocalista después de que tuvieron dificultades para encontrar un cantante.  No mucho después de formarse, la banda había escrito algunas canciones e inmediatamente comenzó a actuar en lugares y pubs locales ante pequeñas multitudes. En esa época lanzaron parte de su primer material en una demo de 3 canciones en CD que podían vender en los shows en los que actuaban. El CD-R de demostración fue lanzado bajo el sello independiente de James Spence (tecladista/vocalista) al que llamó "Mayday!". Hay ocho lanzamientos bajo este sello. Después de un EP dividido junto con la banda Mirror! Mirror! (limitado a 333 copias y lanzado por Speedowax), la banda firmó con Holy Roar Records y lanzó un EP homónimo con canciones regrabadas de demos y EP anteriores junto con canciones nuevas.
Uno de sus primeros conciertos fue como teloneros de Bring Me the Horizon en febrero de 2005 en el Classic Rock Bar de Sheffield. 

### HystericsyCosmology(2008-2011)
En junio de 2008, Rolo Tomassi consiguió un lugar en el Download Festival .  En septiembre lanzaron su álbum debut Hysterics, un álbum de 11 canciones con 44 minutos de duración. Para apoyar este lanzamiento, la banda abrió para Pulled Apart By Horses en Gran Bretaña y para Jane's Addiction en los Estados Unidos. 
En 2009, Rolo Tomassi inició su serie "Subs Club". Esta fue una serie de sencillos en vinilo de 7" lanzados cada tres meses con temas suyos versionados por otras bandas y remixes. También lanzaron un sencillo de 7", Rolo Tomassi / Throats Split, lanzado conjuntamente con la banda Throats. En febrero y marzo de ese año, Rolo Tomassi apoyó a Fucked Up y The Bronx en la gira Shred Yr Face 2. Más tarde ese año, actuaron en el festival South by Southwest . Esto resultó en una actuación importante en su carrera, ya que fueron observados por el productor estadounidense Thomas Pentz, mejor conocido por su nombre artístico Diplo, quien los mencionó en una entrevista de Pitchfork Media,  cuando se le pidió que nombrara "una banda desconocida que crea que debería ser más popular".  La banda lo contactó pensando que podría hacer un remix para ellos, pero él respondió ofreciéndose a producir su segundo álbum. La banda quería completar el álbum según el plan de Diplo, por lo que escribieron el álbum en tres meses. 

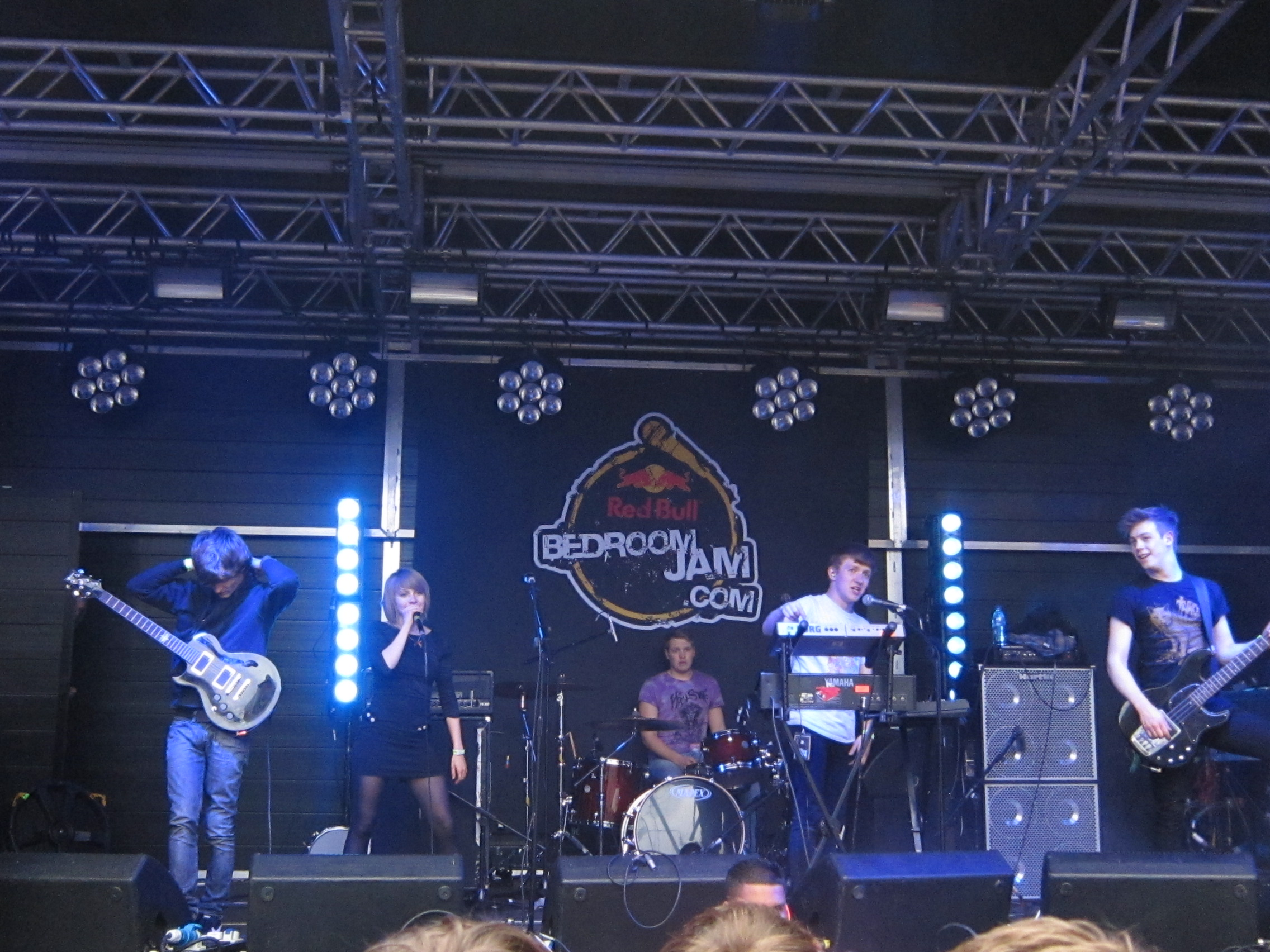
Rolo Tomassi actuando en el Camden Crawl en 2010. (De izquierda a derecha) Joe Nicholson, Eva Spence, Edward Dutton, James Spence y Joseph Thorpe.

A finales de octubre de 2009, la banda voló a Los Ángeles para grabar su segundo álbum, en un estudio que James consideró "modesto, un lugar bien escondido y fantástico".  El arte de su segundo álbum, al igual que el de Hysterics, fue diseñado por Simon Moody. La grabación finalizó el 31 de octubre y el álbum, titulado Cosmology, fue lanzado en mayo de 2010. Con la esperanza de que Cosmology fuera una progresión clara y definida de Hysterics  James Spence sintió que habían corregido las deficiencias de su primer álbum. Si bien Diplo no  contribuyó mucho en la composición del álbum sí se nota su influencia en el rango vocal de Eve Spence. Debido a que había trabajado típicamente con artistas solistas femeninas como Bonde do Rolê, MIA y Santigold, ayudó a transmitir técnicas de ellas a Eva.    Particularmente con las canciones de demostración, donde la banda escribía una demostración y se la daba a Eva para que la cantara e interpretara en su propia habitación durante horas. 
La banda tocó en el escenario Ronnie James Dio en el Download Festival  y tocó en la carpa NME/Radio 1 en Reading y Leeds en agosto de 2010. James Spence comentó sobre el Download que fue el show más grande de su carrera hasta la fecha.  En el blog de la banda en junio de 2010 se escribió que eventualmente podría haber un lanzamiento en el futuro que permitiría a la gente escuchar todo el material de la banda lanzado antes del EP de Rolo Tomassi . El 7 de agosto de 2010 tocaron en el Hevy Music Festival cerca de Folkestone, Inglaterra. Durante octubre y noviembre de 2010, Rolo Tomassi apoyó a The Dillinger Escape Plan en su gira por el Reino Unido.  El 19 de diciembre de 2010, la banda planeó concluir el año con un espectáculo gratuito en el Bloomsbury Ballroom en Londres, que se filmaría como parte de un documental y un lanzamiento de grabación en vivo de la banda. Sin embargo, el espectáculo fue cancelado debido a la mala salud de Eva Spence, por lo que se anunció una nueva gira por el Reino Unido para mayo. 
Con la creación de su propio sello discográfico, Destination Moon Records, Rolo Tomassi lanzó Eternal Youth ; una antología de material raro y no perteneciente a álbumes que incluye versiones acústicas, remezclas de su propio trabajo por parte de varios artistas y una versión de Throats. Este lanzamiento fue acompañado por una breve lista de fechas de gira por el Reino Unido en mayo de 2011, que se confirmó que sería la única fecha de gira que Rolo Tomassi haría en 2011.  El 8 de julio de 2011, Rolo Tomassi encabezó el escenario Red Bull Bedroom Jam en Sonisphere .  Rolo Tomassi expresó interés en trabajar con Anthony Gonzalez o Kurt Ballou respectivamente de M83 y Converge como productores para el tercer álbum. En julio, James Spence dijo que el tercer álbum no había progresado lo suficiente como para que buscaran productores. También afirmó que, a julio, tenían al menos dos canciones compuestas, con un concepto lírico que surge como un enfoque en la autorreflexión. 

### Astraea(2012-2013)

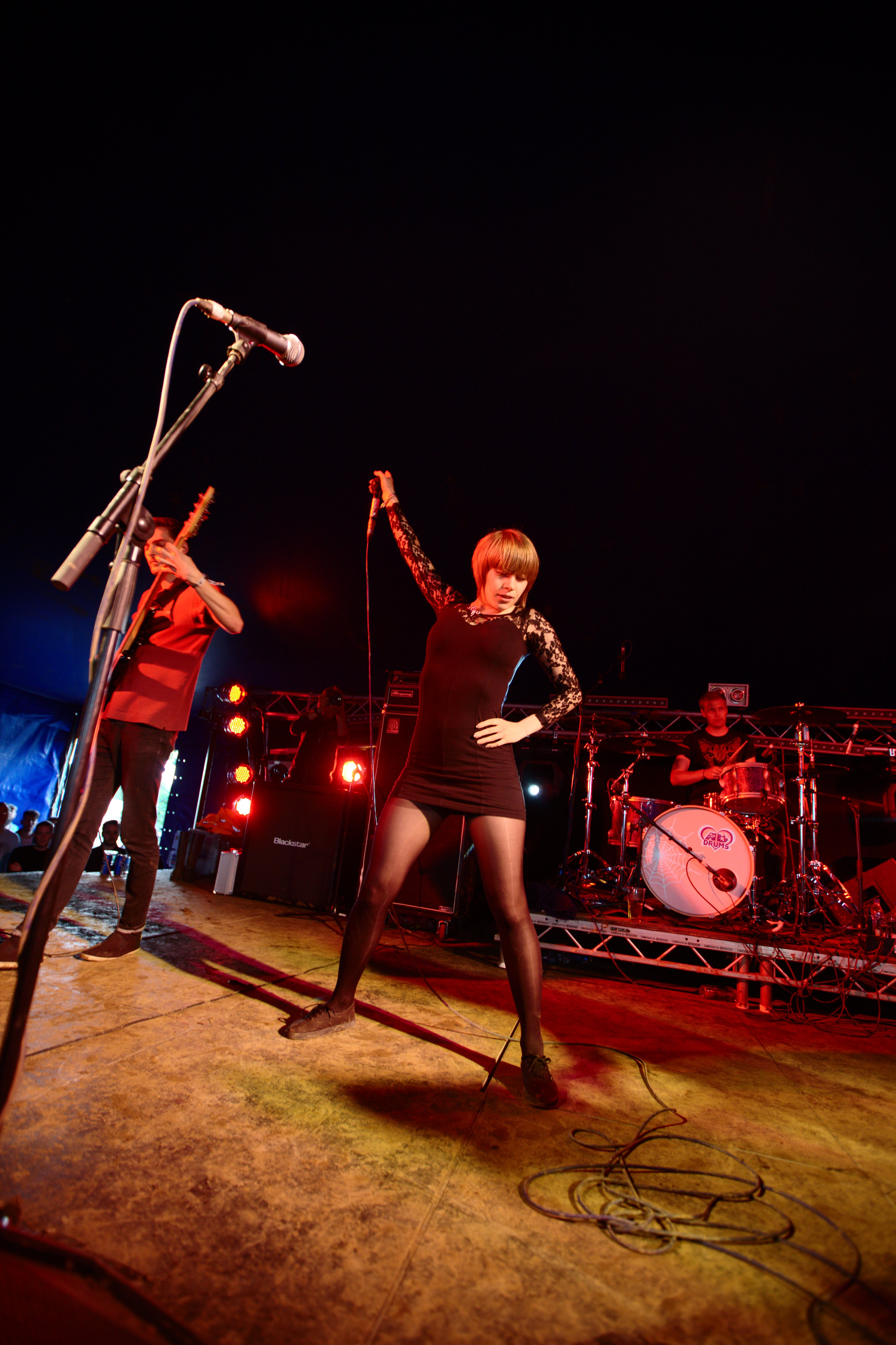
Rolo Tomassi interpretando 2000 Trees, 2012

En una entrevista con Kerrang! Eva Korman confirmó que la banda estaba autoproduciendo su tercer álbum de larga duración con el productor de Hysterics, Jason Sanderson. Respecto al sonido del álbum, dijo que será "más directo y más pesado", pero también señaló que la banda "nunca rehuirá ser experimental". Inicialmente se había previsto un lanzamiento para mayo.  A principios de febrero de 2012, Rolo Tomassi anunció el lanzamiento de un nuevo sencillo: "Old Mystics". El sencillo fue subido al perfil de Facebook de la banda para su reproducción gratuita. El lanzamiento del sencillo estaba previsto para el 26 de marzo. La banda anunció unos días después de lanzar "Old Mystics" para streaming que probablemente no aparecería en el nuevo álbum, sino que solo sería un sencillo independiente.  Junto con el anuncio de "Old Mystics", la banda también anunció que tenían dos nuevos miembros tras la partida de Joseph Thorpe y Joe Nicholson. Sus reemplazos fueron Chris Cayford, actual vocalista y ex guitarrista de No Coast, y Nathan Fairweather, quien toca en Brontide .  Eva Spence dijo en una entrevista que Joe Nicholson quería estudiar química en la universidad, mientras que la salida de Joe Thorpe tuvo más que ver con diferencias personales. 
Rolo Tomassi completó su primera gira del año como telonero principal de Architects en una gira de 14 fechas.  También declararon que entrarían al estudio para grabar su tercer álbum en junio, con fecha de lanzamiento prevista para octubre.  Para apoyar el lanzamiento del álbum en octubre, Rolo Tomassi proyectó una gira de 11 fechas por el Reino Unido a fines de octubre con Oathbreaker y Goodtime Boys.  El 16 de agosto de 2012, la banda anunció que su nuevo álbum se titularía Astraea, con fecha de lanzamiento fijada para el 5 de noviembre. 
En mayo de 2013, la banda realizó una breve gira británica con Bastions; la banda se destacó por costar solo cinco libras por entrada para todos los lugares.  El 31 de agosto, Rolo Tomassi encabezó el cartel del primer año del festival de música Morbid Mash Up, con sede en Bridgwater, en el que participaron más de 20 bandas más. En septiembre, Rolo Tomassi actuó en tres de las cuatro fechas del festival itinerante japonés Reverberation Festival. En septiembre y octubre, comenzando apenas tres días después de sus presentaciones en Japón, Rolo Tomassi completó una gira de 13 fechas por Australia con las bandas australianas Totally Unicorn, Safe Hands y Stockades.  Fue la primera vez que la banda estuvo en el país desde 2010. 

### GrievancesyTime Will Die And Love Will Bury It(2014-2019)
Durante la mayor parte de 2014, la banda estuvo inactiva mientras escribía nuevas canciones para un cuarto álbum que sucedería a Astraea. A mediados de septiembre, la banda anunció una gira de tres fechas en el Reino Unido con Brontide, que su álbum se lanzaría el próximo año y que lanzarán un EP dividido con Stockades. 
El cuarto álbum de larga duración del grupo, Grievances, fue lanzado el 1 de junio de 2015 a través de Holy Roar, con un lanzamiento estadounidense a través de Ipecac. En junio de 2015, la versión de la banda para la canción Digital Bath de Deftones se lanzó en el disco recopilatorio de Kerrangs!'s Ultimate Rock Heroes.
En 2017 tuvieron una agenda de gira mínima que incluye apariciones en los festivales Two Thousand Trees y Tech Fest en el Reino Unido y también adelantaron la presentación de nuevo material con un sitio web promocional lovewillburyit.com .   El 5 de noviembre, la banda lanzó el primer sencillo de su nuevo álbum Rituals en BBC Radio 1, con un video musical que lo acompañó al día siguiente.   El 4 de noviembre, Rolo Tomassi realizó un espectáculo principal en Londres en el Borderline con el apoyo de sus compañeros de sello Conjurer .  Aquí interpretaron dos nuevas canciones, Rituals y The Hollow Hour.  En diciembre Rolo Tomassi realizó sus primeros conciertos en Estados Unidos, apoyando a The Number Twelve Looks Like You en su Nuclear. Sad. Nuclear. Gira del 12.º aniversario. 
El quinto álbum de Rolo Tomassi, Time Will Die And Love Will Bury, fue lanzado el 2 de marzo de 2018 en Holy Roar Records . Fue grabado, al igual que Grievances, en The Ranch en Southampton con Lewis Johns como productor.  Fue acompañado por una gira por el Reino Unido y Europa durante marzo y abril.  El álbum fue bien recibido por los críticos, y el agregador de reseñas Metacritic le dio al álbum una puntuación de 92/100, lo que lo convierte en el segundo álbum mejor calificado de 2018. 
Eva Spence apareció en la canción "Of Fear" de The Number Twelve Looks Like You de su álbum de regreso de 2019, Wild Gods, aunque en la carátula física del álbum aparece con el nombre de Eva Korman. 

### Where Myth Becomes Memory(2020-presente)
El 8 de septiembre de 2020, la banda confirmó que había terminado su relación con Holy Roar Records por las acusaciones de conducta sexual inapropiada contra el propietario del sello, Alex Fitzpatrick. 
Durante la grabación de su nuevo álbum Where Myth Becomes Memory, la banda, con excepción de Korman, grabó en The Ranch en Southampton; mientras que Korman, que ahora vive en el condado de Bergen, Nueva Jersey, grabó sus pistas vocales en Brady Street Recordings, cerca de allí. 
El 17 de agosto de 2021, Rolo Tomassi lanzó un nuevo sencillo "Cloaked", junto con el anuncio de que la banda había firmado con MNRK Heavy. A esto le siguió el lanzamiento de "Drip" en noviembre de 2021, donde la banda también anunció que su próximo álbum se titularía Where Myth Becomes Memory. Un tercer sencillo, "Closer", fue lanzado en enero de 2022. 
El álbum finalmente sería publicado el 4 de febrero de 2022. Tras una serie de sencillos y reediciones, en 2023 lanzarían la versión instrumental del mismo álbum.

## Características

### Estilo musical

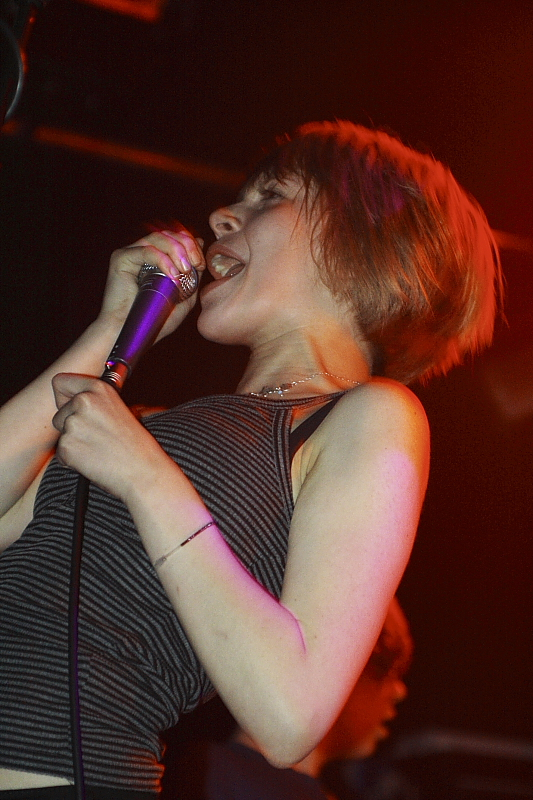
Eva Korman

Su música ha sido difícil de clasificar simplemente por la resistencia de la banda a ser identificada con un solo género.  Descritos "como un King Crimson de cromo pulido para el siglo XXI"  generalmente se los ha reconocido como mathcore,   una etiqueta que resume la complejidad teórica de su música (compases raros como 9/8 y 13/8  y percusión polirrítmica). Se les ha identificado como "algo intermedio entre el grindcore, el rock progresivo y el alternativo", y se han categorizado como rock experimental, Nintendocore, post-metal,  post-hardcore, hardcore progresivo, rock progresivo  y screamo.  La banda ha criticado el uso del término Nintendocore para atribuir su trabajo.
La banda utiliza dos vocalistas en su música, una cualidad que "crea inmediatamente un mundo sonoro rico y texturizado".  El estilo vocal de Eva Spence fue reconocido por Michael Wilson de la BBC como bipolar, oscilando entre "canciones de cuna frágiles y expresiones de enfado que hielan la sangre".  Su voz para cantar está en un rango vocal de soprano y ha sido comparada con los estilos de Alison Goldfrapp de Goldfrapp y Elizabeth Fraser de Cocteau Twins .  
Sus primeros trabajos, como Hysterics, Cosmology y sus demos y versiones extendidas, eran conocidos por su uso de breakdowns de jazz y su intercambio caótico entre mathcore explosivo, música experimental atmosférica tranquila y acid-jazz. Su música también se destaca por compartir rasgos con el Nintendocore en el uso de sintetizadores de 8 bits y en términos de caos y sonido. El álbum recopilatorio Eternal Youth de la banda dio una idea de su desarrollo musical desde sus inicios en 2005 con sus demos hasta sus últimos lanzamientos de lados B con Hassle Records.
Su estilo evolucionó aún más hacia elementos pop, ambient, shoegaze y space rock para su tercer álbum Astraea y ha sido apodado en broma como cosmic-core .  En el caso de uno de los lados B del álbum, "Mezmerizer", el periodista de NME Hamish MacBain lo clasificó como una " balada de rock espacial".  Para el álbum, la banda decidió basar su nombre en la diosa del mismo nombre, una referencia a la admiración de los hermanos Spence por la mitología griega y un deseo de elegir un título que hiciera que el álbum "sonara grande y como este apropiado cuerpo de trabajo". El sencillo no perteneciente al álbum "Old Mystics" y la canción del álbum "The Scales of Balance" hacen referencia a la "Edad de Oro" declarada por Astraea. 
Sus siguientes tres álbumes han sido vistos por la banda como pertenecientes a una trilogía.  En contraste con el tono más ligero desarrollado en Astraea, su cuarto álbum Grievances exhibe una composición más frenética y oscura, utilizando pianos y violines para lograr un efecto atmosférico más oscuro. El guitarrista Chris Crayford describió este álbum como "realmente melancólico y lleno de dolor". Su quinto álbum Time Will Die and Love Will Bury It, como lo describe James Spence, "continúa en la línea de la oscuridad de Grievances" y Crayford lo vio como "más etéreo " que su predecesor. Crayford describe Where Myth Becomes Memory como "directo, centrado y meditado".

### Influencias
Se dice que las influencias de Rolo Tomassi abarcan el screamo, la música clásica, el jazz y el rock progresivo .  Blood Brothers, Brian Eno, Cardiacs, el saxofonista de jazz John Coltrane, Converge, Goldfrapp, Dillinger Escape Plan, King Crimson, Locust y Mars Volta se consideran influencias en la obra de Rolo Tomassi. Rolo Tomassi ha señalado cómo Dillinger Escape Plan ha sido una gran influencia en la banda, y Edward Dutton dijo en una entrevista que "son una de las pocas influencias que tenemos en común". Se considera que la estructura fracturada de sus canciones está fuertemente influenciada por The Mars Volta. Ryan Bird de Rock Sound citó el álbum Relationship of Command de At the Drive-In como una influencia en el trabajo de Rolo Tomassi, diciendo que "al abrir la mente del mainstream hacia el rock independiente ferozmente confrontativo, era impensable que una banda como Rolo Tomassi pudiera tener éxito pre-ROC [sic]."  James Spence escribió un blog invitado en Clash Music escribiendo sobre su interés en At The Drive-in, que comenzó al ver el video de "One Armed Scissor": "Recuerdo estar cautivado por la forma en que tocaban y lo mucho que el guitarrista, Omar, se estaba volviendo loco. Casi como si estuviera atacando su instrumento. Me resonó un poco y me intrigó". Comentó más sobre la influencia del álbum, señalando "los sonidos extraños, los samples, las letras raras, casi indescifrables".  Según Spence, la gira con Gojira y Loathe influyó en las partes pesadas de su música. 

### Actuaciones en vivo
Los miembros de la banda han sido llamados "acróbatas hardcore locos" por sus enérgicas presentaciones en vivo.  Cuando James Spence comentó sobre las presentaciones en vivo de Rolo Tomassi, afirmó que sentía que las personas que no los escuchaban generalmente disfrutaban de sus presentaciones en vivo y que "solo queremos que la gente nos disfrute como quiera". La escritora de Noisey, Hannah Ewens, señala cómo la cantante principal Eva Korman encarna "una imagen suave en un entorno duro" y señala que sus movimientos en el escenario "si bien son contundentes y agresivos, son baléticos y elegantes en su ira". 
Al tocar canciones de su álbum debut Hysterics acercándose al lanzamiento de su segundo álbum, tocaron las canciones más rápido de lo que habían grabado originalmente ya que su musicalidad había mejorado mucho.  Debido al cambio de miembros y el deseo de tocar música más antigua en presentaciones en vivo, James Spence usó tablaturas de guitarra y su propio conocimiento de las canciones escritas para enseñar a los nuevos miembros Chris Cayford y Nathan Fairweather.  En 2018, el baterista Tom Pitts notó cómo los shows en vivo eran más poco convencionales y "punk" en el ritmo de los conciertos cuando se unió por primera vez en 2014, sin embargo, la banda en los últimos años se centró más en la precisión y comenzó a tocar con un metrónomo mientras toca la batería.

## Miembros de la banda

### Miembros actuales
- Eva Korman – voz principal (2005-presente)
- James Spence: coros y voz principal, teclados, piano, sintetizadores (2005-presente)
- Chris Cayford – guitarra (2012-presente)
- Nathan Fairweather – bajo (2012-presente)
- Al Pott – batería (2018-presente)

### Antiguos miembros
- Joseph Thorpe – bajo (2005–2011)[19]
- Joe Nicholson – guitarra (2005–2011) [19]
- Edward Dutton – batería (2005–2013)
- Tom Pitts – batería, coros (2014–2018)

## Discografía

### Álbumes de estudio
- Hysterics (2008)
- Cosmology (2010)
- Astraea (2012)
- Grievances (2015)
- Time Will Die And Love Will Bury It (2018)
- Where Myth Becomes Memory (2022)
- Where Myth Becomes Memory - Instrumental (2023)